# Srednja stapna brzina
Srednja stapna brzina (srednja klipna brzina) je jedan od osnovnih parametara izvedbe motora. Prilikom rada motora, klip (stap) se u cilindru giba pravocrtno, od GMT do DMT i obratno i pri tome se mijenja brzina gibanja klipa u motoru. Brzina gibanja klipa je najveća kada je klip na pola puta između mrtvih točaka, a najmanja kada je klip u mrtvim točkama, tj. tada je jednaka 0. Srednja stapna brzina je prosječna brzina gibanja klipa u cilindru, koja se dobiva računskim putem. Za svaki motor je poznat broj okretaja pri kojem radi, kao i konstrukcijske karakteristike motora, kao što je stapaj. Kako pri jednom okretaju koljeničaste osovine stap prijeđe put od jedne mrtve točkee do druge i natrag, možemo definirati prijeđeni put klipa u jednom okretaju motora:
{\displaystyle h=2\times \ s}
Ako dobivenu vrijednost prijeđenog puta pomnožimo s brojem okretaja dobit ćemo vrijednost koju nazivamo srednja klipna ili srednja stapna brzina.
{\displaystyle c_{s}=h\times \ n}
Pošto se broj okretaja većinom mjeri u minuti, a tako i izražava, potpuna formula tada izgleda:
{\displaystyle C_{s}={\frac {2\times \ s\times \ n}{60}}={\frac {s\times \ n}{30}}}
gdje su:
{\displaystyle c_{s}} u m/s
{\displaystyle s} u m
{\displaystyle n} u okretajima u minuti ili {\displaystyle min^{-1}}
Srednja stapna brzina se kod motora kreće u granicama od 6,5 - 25 m/s, za parne stapne strojeve je niža i kreće se obično od 3,5 - 4,0 m/s. Prilikom iskazivanja podataka o srednjoj stapnoj brzini iskazujemo podatke o hodu stapa, a taj pojam nazivamo hodnost.